# 李佳伦
李佳伦（1993年1月13日—），中国男子射箭运动员，他曾获得2018年世界杯盐湖城站男子团体反曲弓银牌和2018年亚洲运动会男子团体反曲弓铜牌。他也曾参加2020年夏季奥林匹克运动会。